# Чан Сон Тхэк
Чан Сон Тхэк (кор. 장성택, лат. транскр. Chang Sung-taek; 2 февраля 1946, Канвондо — 12 декабря 2013, Пхеньян) — северокорейский военный и политический деятель, дядя Ким Чен Ына, муж Ким Гён Хи. В сентябре 2008 года назначен на ключевую в партийной иерархии должность заведующего организационным отделом ЦК ТПК. В декабре 2013 года снят со всех партийных и государственных постов и арестован.
По сообщению государственного информационного агентства ЦТАК, 12 декабря 2013 года Чан Сон Тхэк был казнён вскоре после военного суда.

## Биография
С 1965 учился на факультете политэкономии Университета имени Ким Ир Сена. С 1966 обучался в Высшей партийной школе имени Ким Ир Сена. Учился в Московском государственном университете в 1969—1972. После возвращения из СССР женился на Ким Гён Хи, младшей сестре Ким Чен Ира. Занимал должность заместителя начальника организационного отдела ЦК ТПК. Западными журналистами нередко рассматривался как потенциальный преемник Ким Чен Ира. Однако 25 ноября 2004 на слушаниях в парламенте Южной Кореи было объявлено, что Чан Сон Тхэк подвергся чистке и был освобождён от должности.
Вновь появился на публике в марте 2006 года, сопровождая Ким Чен Ира в официальной поездке в КНР. В октябре 2007 года Центральное телеграфное агентство Кореи (ЦТАК) подтвердило, что он был назначен на пост секретаря ЦК ТПК, ответственного за органы внутренних дел и безопасности. Чан Сон Тхэк присутствовал на обеде с президентом Южной Кореи Но Му Хёном во время визита последнего в Пхеньян в 2007. С ноября (декабря) 2008 года — заведующий орготделом ЦК ТПК. С 2009 года член, а с 2010 года — заместитель председателя Государственного комитета обороны КНДР.
Решением III конференции ТПК (28 сентября 2010 года) избран кандидатом в члены политбюро Центрального комитета ТПК, а его супруга избрана членом политбюро.
Решением IV конференции ТПК (11 апреля 2012 года) избран членом политбюро ЦК ТПК, а его супруга избрана секретарём ЦК.
Курировал службу безопасности, тюрьмы, трудовые лагеря КНДР.
8 декабря 2013 года постановлением расширенного заседания политбюро ЦК ТПК был снят с должностей заместителя председателя Государственного комитета обороны КНДР и заведующего орготделом ЦК ТПК за «коррупционные преступления, употребление наркотиков, непристойные отношения с женщинами, увлечение азартными играми и другие нарушения», исключен из партии и арестован. ЦТАК опубликовало фотографию ареста Чан Сон Тхэка, состоявшегося предположительно после заседания политбюро ЦК ТПК 8 декабря 2013 года.

## Казнь
12 декабря 2013 года состоялось заседание специального военного трибунала, который обвинил Чан Сон Тхэка в попытке государственного переворота и приговорил его к смертной казни, в тот же день приговор был приведён в исполнение. Позднее появились ложные данные о том, что казнь Чан Сон Тхэка была осуществлена путём растерзания собаками. Впоследствии оказалось, что информация о травле собаками — шутка, запущенная одним китайским комиком.

## Семья
- Брат — Чан Сон У (кор. 장성우)[источник не указан 4236 дней] (1933—2009). Вице-маршал, командовал 3 корпусом КНА и был кандидатом в члены Политбюро ЦК ТПК. Южнокорейскими СМИ назывался организатором неудачного покушения на президента Чон Ду Хвана, во время его визита в 1983 году в Бирму.
- Брат — Чан Сон Гиль (кор. 장성길)[источник не указан 4236 дней] (? — 2006). Генерал-лейтенант.
- Жена — Ким Гён Хи (р. 1946). Младшая сестра Ким Чен Ира, Секретарь ЦК и заведующая отделом лёгкой промышленности ЦК Трудовой партии Кореи. В 2004 году проходила в Париже лечение от алкоголизма[19].
- Дочь — Чан Гым Сон (кор. 장금송) (1977—2006). Работала в орготделе ЦК ТПК. Была студенткой в Париже, отказалась вернуться в Пхеньян и затем совершила самоубийство в сентябре 2006 года из-за того, что родители воспрепятствовали её отношениям с молодым человеком[20].

В конце января 2014 года в СМИ распространилась информация, что вся семья Чан Сон Тхэка, а именно: старшая сестра Чан Ге Сун с мужем, бывшим послом КНДР на Кубе Чон Ен Чжином, племянник, бывший посол КНДР в Малайзии Чан Ен Чхоль с сыновьями Тэ Реном и Тэ Уном, потомство сестёр, включая малолетних внуков, также была казнена в декабре 2013 года в Пхеньяне; жену Чан Ен Чхоля принудительно развели с мужем и отправили вместе с семьей в лагерь в отдаленном районе КНДР. Судьба вдовы Чан Сон Тхэка — Ким Гён Хи — продолжает оставаться неизвестной, однако в 2020 г. ЦТАК сообщило о её появлении на торжественном концерте. При этом отмечается, что достоверность сведений о расстреле семьи Чан Сон Тхэка, исходящих из Южной Кореи, проверить сложно. Посол КНДР в Великобритании Хён Хак Пон сообщил, что ничего не знает о казни родственников Чан Сон Тхэка, назвал подобную информацию враждебной пропагандой, не заслуживающей комментариев.

## Награды
В 1992 году награждён орденом Ким Ир Сена.
Указом Президиума Верховного народного собрания от 9 февраля 2012 года был награждён вместе с другими официальными лицами Орденом Ким Чен Ира. Лишён награды.